# アーネスト・エイブラハム・ハート

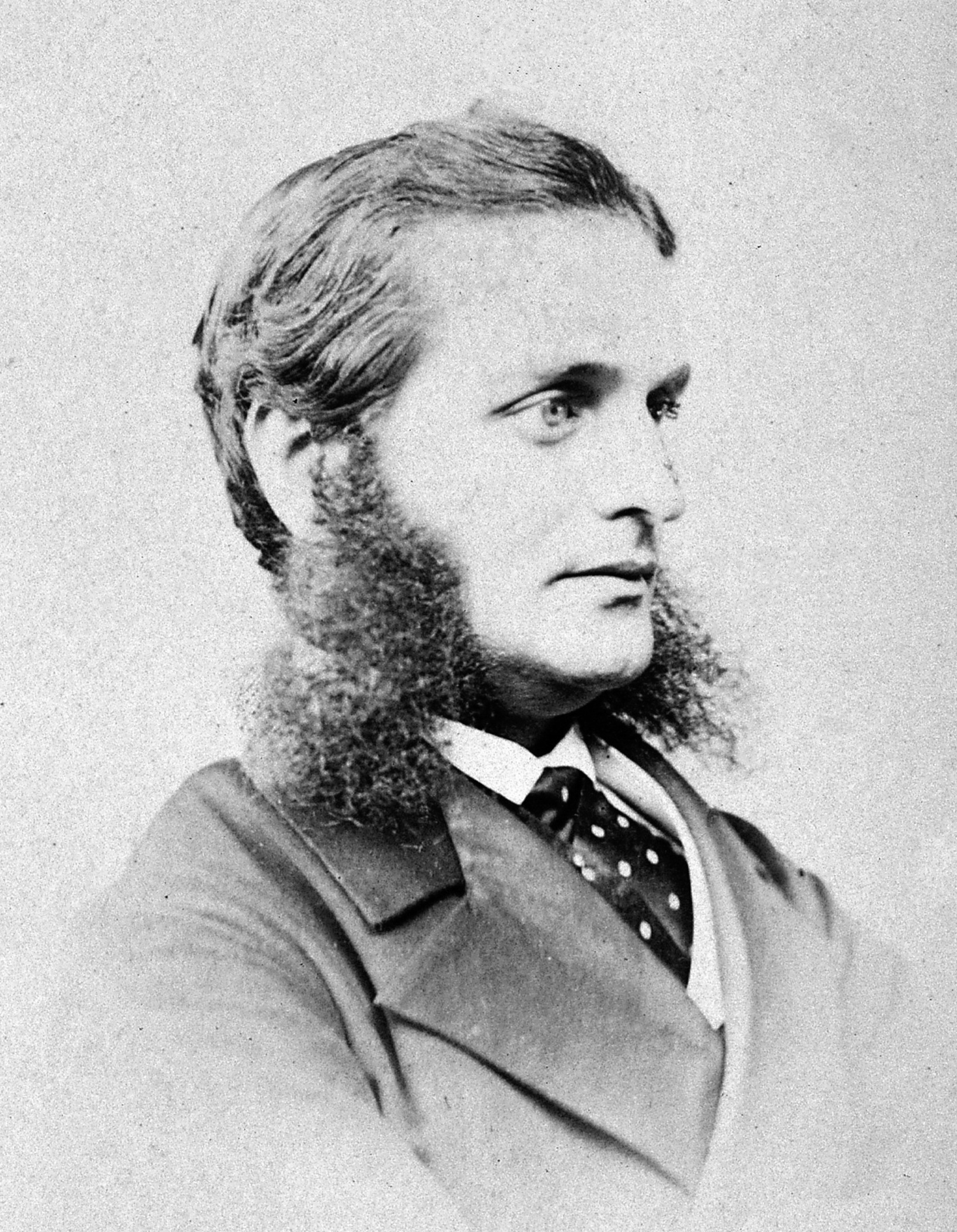
アーネスト・エイブラハム・ハート

アーネスト・エイブラハム・ハート（Ernest Abraham Hart、1835年6月26日 – 1898年1月7日）は、イギリスの医療ジャーナリストである。1893年に刊行された『催眠術、メスメリズムと新しい魔術』（Hypnotism, Mesmerism And The New Witchcraft ）にも収録された論文、「催眠術といかさま - トインビー・ホール講演」は1892年、25歳の夏目漱石が『哲学学会誌』に翻訳文を掲載されたとされる。

## 生涯
ロンドンでユダヤ人の歯科医の息子として生まれた。ロンドンで学び、セント・ジョージ病院に見習いとなり、1856年にイングランド王立外科医師会のメンバーとなり、眼科の専門医となった。28歳でセント・メアリー病院の眼科手術医となった。その後、様々なポストにつき、イギリスで最初に動脈瘤の治療で行ったことで知られる。
1857年に医学雑誌、『ランセット』に記事を書いたのに始まり、医療ジャーナリストとしての評価が高い。1866年8月に医学雑誌、"ブリティッシュ・メディカル・ジャーナル"の編集者になり、女性の精神病患者の治療のために同意なしに、卵巣摘出手術を行った、外科医、アイザック・ベイカー・ブラウンを批難する記事を書き、ブラウンを失職させた。1866年に救貧法委員会の監査員を務め、労働環境の劣悪さや貧しい人々の貧弱な医療環境の改善のための論陣をはった。ハートが編集した期間にイギリス医学会（British Medical Association）の会員は2,000人から19,000人に増え、"British Medical Journal"のページ数は20ページから60ページに増えた。

## 催眠術に関する著作と漱石の翻訳
佐々木英昭の『漱石先生の暗示(サジェスチョン) 』によれば、ハートは1892年にパリに渡り、当時隆盛を見ていた、シャリテ病院の催眠治療の疑わしい実態を『催眠術、メスメリズムと新しい魔術』で告発した。その巻頭論文に収録された、トインビー・ホールでの講演、「催眠術といかさま」の一部が、日本で明治25年の『哲学会雑誌』に「催眠術（「トインビー院」演説筆記）」と題して掲載された。原著者のみで、訳者名はないが、文体から、小宮豊隆によって漱石訳であると推定されている。当時日本では催眠術への興味が高まっており、その論文の「いかさま」に関する部分をすてて、催眠術の驚異的部分の紹介記事となっている。佐々木は、漱石の催眠術もしくは暗示力への驚異が漱石の関心をひいていたことの、傍証として、漱石の若いころの翻訳作業を紹介している。